# Codici ICAO W
Formato delle voci elencate:
ICAO (IATA) - Nome dell'aeroporto, Nome della città (nome originale [eventuale]), Nome della regione geografica [eventuale]

## WA, WI, WR - Indonesia

### WA
- WAAA (UPG) Aeroporto Hasanuddin di Ujung Pandang, Ujung Pandang, Sulawesi Meridionale 5°03′S 119°33′E (sito informativo)
- WAAZ Ujung Pandang Sector ACC/FIC, Ujung Pandang 5°03′S 119°33′E
- WABA (KBX) Aeroporto Ayamaru di Kambuaya, Kambuaya 1°17′S 132°12′E
- WABB (BIK) Aeroporto Frans Kaisiepo Mokmer di Biak, Biak, Papua 1°11′S 136°06′E (sito informativo)
- WABD (ONI) Aeroporto di Moanamani, Moanamani 3°59′S 136°05′E
- WABE Aeroporto di Ilu, Ilu 3°45′S 138°10′E
- WABF (FOO) Aeroporto Jemburwo di Numfor, Numfor 0°56′S 134°49′E
- WABG (WET) Aeroporto di Wagethe, Wagethe 4°03′S 136°16′E
- WABH (TMI) Aeroporto di Tiom, Tiom 3°57′S 138°25′E
- WABI (NBX) Aeroporto di Nabire, Nabire 3°18′S 135°53′E (sito informativo)
- WABK (KBF) Aeroporto di Karubaga, Karubaga 3°45′S 138°27′E
- WABL (ILA) Aeroporto di Illaga, Illaga 3°50′S 137°35′E
- WABM (BXM) Aeroporto di Batom, Batom 4°26′S 140°48′E
- WABN (KOX) Aeroporto Timuka di Kokonao, Kokonao 4°32′S 136°33′E
- WABO (ZRI) Aeroporto Sujarwo Condronegoro di Serui (Aeroporto Yendosa), Serui 1°52′S 136°14′E
- WABP (TIM) Aeroporto Moses Kilangin di Timika (ex Aeroporto Tembagapura), Timika 4°31′S 136°53′E (sito informativo)
- WABQ (ex WAJM) (LII) Aeroporto di Mulia, Mulia 3°44′S 137°57′E
- WABR (OBD) Aeroporto di Obano, Obano 3°54′S 136°12′E
- WABS (AYW) Aeroporto di Ayawasi, Ayawasi 1°12′S 132°30′E
- WABT (EWI) Aeroporto di Enarotali, Enarotali 3°56′S 136°22′E
- WABU Aeroporto Manuhua di Biak, Biak
- WABV (ex WAKC) Aeroporto di Bilorai, Bilorai 3°44′S 137°02′E
- WABW Aeroporto di Waren, Waren 2°16′S 136°23′E
- WABX (ex WAKF) Aeroporto di Bilai, Bilai 3°44′S 136°50′E
- WABY (ex WAKI) Aeroporto di Kebo, Kebo 3°49′S 136°23′E
- WABZ Biak Sector FSS, Biak 1°11′S 136°06′E
- WADA (ex WRRA) (AMI) Aeroporto Selaparang di Mataram, Mataram, Ampenan, Nusa Tenggara Occidentale 8°33′S 116°06′E (sito informativo)
- WADB (ex WRRB) (BMU) Aeroporto Muhamad Salahudin di Bima, Bima 8°32′S 118°41′E (sito informativo)
- WADD (ex WRRR) (DPS) Aeroporto Ngurah Rai International di Denpasar, Denpasar, Bali 8°44′S 115°10′E (sito informativo)
- WADS (ex WRRS) (SWQ) Aeroporto Brangbiji di Sumbawa Besar, Sumbawa Besar, Nusa Tenggara Occidentale 8°29′S 117°24′E (sito informativo)
- WADT (ex WRRT) (TMC) Aeroporto Waikabubak di Tambolaka, Tambolaka, Nusa Tenggara Orientale 9°24′S 119°14′E (sito informativo)
- WADU (ex WRRU) (LYK) Aeroporto Lunyuk di Sumbawa, Sumbawa 8°57′S 117°14′E
- WADW (ex WRRW) (WGP) Aeroporto Mau Hau di Waingapu, Waingapu, Nusa Tenggara Orientale 9°40′S 120°17′E (sito informativo)
- WADZ (ex WRRZ) Bali Sector FSS, Bali 8°44′S 115°10′E
- WAJA (ARJ) Aeroporto di Arso, Arso 2°56′S 140°47′E
- WAJB (BUI) Aeroporto di Bokondini, Bokondini 3°43′S 138°39′E
- WAJC Aeroporto di Dabra, Dabra 3°15′S 138°34′E
- WAJD Aeroporto di Wakde, Wakde 1°56′S 139°01′E
- WAJE Aeroporto di Yuruf, Yuruf 3°56′S 140°56′E
- WAJF Aeroporto di Molof, Molof 3°26′S 140°31′E
- WAJG Aeroporto di Kamur, Kamur 6°12′S 138°43′E
- WAJI (ZRM) Aeroporto Orai di Sarmi, Sarmi 1°51′S 138°45′E
- WAJJ (DJJ) Aeroporto Sentani di Jaya Pura, Jaya Pura 2°34′S 140°30′E (sito informativo)
- WAJK Aeroporto di Kiwirok, Kiwirok 4°42′S 140°48′E
- WAJL (LHI) Aeroporto di Lereh, Lereh 3°03′S 139°57′E
- WAJN Aeroporto di Elelim, Elelim 3°49′S 139°24′E
- WAJO (OKL)Aeroporto di Oksibil, Oksibil 4°50′S 140°36′E
- WAJP Aeroporto di Bomakia, Bomakia 5°59′S 139°52′E
- WAJQ (ZEG) Aeroporto di Senggo, Senggo 5°41′S 139°22′E
- WAJR (WAR) Aeroporto di Waris, Waris 3°14′S 140°59′E
- WAJS (SEH) Aeroporto di Senggeh, Senggeh 3°26′S 140°47′E
- WAJT Aeroporto di Manggelum, Manggelum 5°23′S 140°28′E
- WAJU Aeroporto di Ubrub, Ubrub 3°40′S 140°51′E
- WAJW (WMX) Aeroporto di Wamena, Wamena 4°05′S 138°57′E (sito informativo)
- WAJY Aeroporto di Werur, Werur 0°25′S 132°11′E
- WAJZ Jaya Pura Sector FSS, Jaya Pura 2°34′N 140°30′E
- WAKA Aeroporto di Akimuga, Akimuga 4°35′S 137°39′E
- WAKB (LLN) Aeroporto di Kelila, Kelila 3°45′S 138°45′E
- WAKD (MDP) Aeroporto di Mindip Tanah, Mindip Tanah 5°48′S 140°42′E
- WAKE (BXD) Aeroporto di Bade, Bade 7°10′S 139°35′E
- WAKG Aeroporto di Agats, Agats
- WAKH Aeroporto di Abohoy, Abohoy
- WAKJ (AGD) Aeroporto di Anggi, Anggi 3°23′S 133°52′E
- WAKK (MKQ) Aeroporto Mopah di Merauke, Merauke 8°31′S 140°25′E (sito informativo)
- WAKN Aeroporto di Primapun, Primapun
- WAKO (OJQ) Aeroporto di Okaba, Okaba 8°06′S 139°42′E
- WAKP (KEI) Aeroporto di Kepi, Kepi 6°40′S 139°27′E
- WAKT (TMH) Aeroporto di Tanah Merah, Tanah Merah 6°06′S 140°16′E
- WAKZ Merauke Sector FSS, Merauke 8°31′S 140°20′E
- WALA (ex WRLA) (SGQ) Aeroporto di Sanggata, Sanggata 0°30′N 117°32′E
- WALB (ex WRLB) (LBW) Aeroporto Juvai Semaring di Long Bawan, Long Bawan 3°53′N 115°42′E
- WALC (ex WRLC) (BXT) Aeroporto di Bontang, Bontang 0°08′N 117°30′E
- WALD (ex WRLD) Aeroporto Tali Sayam di Batu Putih, Batu Putih 1°23′N 118°25′E
- WALE (ex WRLE) (KOD) Aeroporto Kota Bangun di Melak, Melak 0°12′S 115°45′E
- WALF (ex WRLF) (NNX) Aeroporto di Nunukan, Nunukan, Kalimantan Orientale 4°09′N 117°39′E
- WALG (ex WRLG) (TJS) Aeroporto Tanjung Harapan di Tanjung Selor, Tanjung Selor 2°50′N 117°54′E (sito informativo)
- WALH (ex WRLH) (TNB) Aeroporto di Tanah Grogot, Tanah Grogot 1°52′S 116°30′E
- WALI (ex WRLI) Aeroporto di Tiong Ohong, Tiong Ohong
- WALJ (ex WRLJ) (DTD) Aeroporto Datah Dawai di Tanjung Bara, Tanjung Bara 0°43′N 114°34′E
- WALK (ex WRLK) Aeroporto Kalimarau di Tanjung Redep, Tanjung Redep 2°09′N 117°25′E (sito informativo)
- WALL (ex WRLL) (BPN) Aeroporto Sultan Aji Muhamad Sulaiman, Balik Papan 1°16′S 116°53′E (sito informativo)
- WALM (ex WRLM) Aeroporto di Malinau, Malinau 3°35′N 116°38′E
- WALN (ex WRLN) Aeroporto di Long Nawang, Long Nawang 1°48′N 116°09′E
- WALO (ex WRLO) Aeroporto di Ongko Asa, Ongko Asa 0°09′S 115°42′E
- WALP (ex WRLP) (LPU) Aeroporto di Long Apung, Long Apung 1°42′N 114°58′E
- WALQ (ex WRLQ) Aeroporto di Muara Badak Pujangan, Muara Badak Pujangan 0°18′S 117°24′E (sito informativo)
- WALR (ex WRLR) (TRK) Aeroporto Juwata di Tarakan, Tarakan, Kalimantan Orientale 3°19′N 117°34′E (sito informativo)
- WALS (SRI) Aeroporto di Samarinda, Sei Pinang 0°22′S 117°15′E (sito informativo)
- WALT (ex WRLT) (TSX) Aeroporto di Tanjung Santan, Tanjung Santan 0°05′S 117°26′E (sito informativo)
- WALU (ex WRLU) Aeroporto di Sangkulirang, Sangkulirang 1°15′N 117°41′E
- WALV (ex WRLV) (BYQ) (WA1C) Aeroporto di Pulau Bunyu, Pulau Bunyu, Kalimantan Orientale 3°27′N 117°52′E (sito informativo)
- WALW (ex WRLW) Aeroporto di Muara Wahau, Muara Wahau 1°07′N 116°50′E
- WALX Aeroporto di Mangkajang, Mangkajang 2°00′N 117°44′E (sito informativo)
- WALY (ex WRLY) (SZH) Aeroporto di Senipah, Senipah 0°58′S 117°08′E
- WALZ (ex WRLZ) Balik Papan Sector FSS, Balik Papan 1°16′S 116°53′E
- WAMA (GLX) Aeroporto Gamarmalamo di Galela, Galela 1°50′N 127°47′E
- WAMB Aeroporto Mopait di Kotamobagu, Kotamobagu 0°40′N 124°15′E
- WAMC Aeroporto di Tentena, Tentena 2°15′S 120°38′E
- WAMD Aeroporto Kuripasai di Jailolo, Jailolo
- WAME Aeroporto di Buli Kalmahera, Buli Kalmahera 0°55′N 128°22′E
- WAMG (GTO) Aeroporto Jalaluddin di Gorontalo, Gorontalo 0°38′N 122°51′E (sito informativo)
- WAMH (NAH) Aeroporto Naha di Tahuna, Tahuna 3°43′N 125°25′E (sito informativo)
- WAMI (TLI) Aeroporto Lalos di Tolitoli, Tolitoli 1°08′N 120°18′E
- WAMJ (GEB) Aeroporto di Gebe, Gebe 0°06′N 120°27′E
- WAMK Aeroporto Kuabang di Kao, Kao 1°12′N 127°53′E
- WAML (PLW) Aeroporto Mutiara di Palu, Palu, Sulawesi Centrale 0°50′S 119°50′E (sito informativo)
- WAMM (MDC) Aeroporto Dr. Sam Ratulangi di Manado, Manado, Sulawesi Settentrionale 1°32′N 124°55′E (sito informativo)
- WAMN (MNA) Aeroporto di Melangguane, Melangguane 1°23′S 122°33′E
- WAMP (PSJ) Aeroporto Kasiguncu di Poso, Poso 1°23′S 120°44′E (sito informativo)
- WAMQ Aeroporto di Bada, Bada 1°44′S 120°15′E
- WAMR (OTI) Aeroporto di Pitu di Morotai, Morotai, Molucche 2°03′N 128°19′E
- WAMT (TTE) Aeroporto Sultan Babullah di Ternate, Ternate, Molucche 0°49′N 127°22′E (sito informativo)
- WAMU Aeroporto di Wuasa, Wuasa 1°25′S 120°19′E
- WAMW (LUW) Aeroporto Bubung di Luwuk, Luwuk, Sulawesi Centrale 0°55′S 122°46′E (sito informativo)
- WAMY (UOL) Aeroporto di Buol, Buol 1°06′N 121°25′E
- WAMZ Manado Sector FSS, Manado 1°32′N 124°55′E
- WAOC (ex WRBC) (BTW) Aeroporto di Batu Licin, Batu Licin 3°26′S 116°11′E (sito informativo)
- WAOG (ex WRBG) Aeroporto di Sekapung, Sekapung 3°37′S 116°22′E
- WAOH (ex WRBH) Aeroporto di Mekar Putih, Mekar Putih 3°59′S 116°06′E (sito informativo)
- WAOI (ex WRBI) (PKN) Aeroporto Iskandar di Pangkalanbun, Pangkalanbun 2°42′S 111°40′E (sito informativo)
- WAOK (ex WRBK) (KBU) Aeroporto Setagen di Kotabaru, Kotabaru 3°17′S 116°19′E
- WAOL (ex WRBL) Aeroporto di Kuala Pembuang, Kuala Pembuang 3°02′S 112°32′E
- WAOM (ex WRBM) Aeroporto Beringin di Muara Teweh, Muara Teweh 0°56′S 114°53′E
- WAON (ex WRBN) (TJG) Aeroporto Warukin di Tanjung Selor, Tanjung Selor 2°13′S 115°26′E (sito informativo)
- WAOO (ex WRBB) (BDJ) Aeroporto Syamsudin Noor di Banjarmasin, Banjarmasin, Kalimantan Meridionale 3°26′S 114°45′E (sito informativo)
- WAOP (ex WRBP) (PKY) Aeroporto Tjilik Riwut di Palangka Raya (ex Aeroporto Panarung), Palangka Raya, Kalimantan Centrale 2°33′S 112°58′E (sito informativo)
- WAOS (ex WRBS) (SMQ) Aeroporto H. Hasan di Sampit, Sampit 2°30′S 112°58′E (sito informativo)
- WAOT (ex WRBT) Aeroporto di Teluk Kepayang, Teluk Kepayang 3°26′S 115°40′E
- WAOU (ex WRBU) Aeroporto Sanggau di Buntok, Buntok 1°40′S 114°53′E
- WAOW (ex WRBW) (TBM) Aeroporto di Tumbang Samba, Tumbang Samba 1°51′S 113°05′E
- WAOZ (ex WRBZ) Banjarmasin Sector FSS, Banjarmasin 3°26′S 114°45′E
- WAPA (AHI) Aeroporto di Amahai, Amahai 3°20′S 128°55′E
- WAPB Aeroporto di Bula, Bula 3°06′S 130°30′E
- WAPC (NDA) Aeroporto Bandaneira di Banda, Banda 4°32′S 129°54′E
- WAPD (DOB) Aeroporto di Dobo, Dobo 5°46′S 134°12′E
- WAPE (MAL) Aeroporto Kisar di Mangole, Mangole 1°47′S 125°28′E
- WAPG (NRE) Aeroporto di Mangole, Mangole 3°51′S 126°42′E
- WAPH (LAH) Aeroporto Usman Sadik di Labuhan, Labuhan 0°38′S 127°29′E
- WAPI (SXK) Aeroporto di Saumlaki, Saumlaki 7°57′S 131°18′E
- WAPK (BJK) Aeroporto Nangasuri di Benjina, Benjina 6°03′S 134°16′E (sito informativo)
- WAPL (LUV) Aeroporto Dumatumbun di Langgur, Langgur 5°39′S 132°43′E (sito informativo)
- WAPN (SQN) Aeroporto di Sanana, Sanana 2°55′S 125°57′E
- WAPO Aeroporto di Larat, Larat 0°08′S 131°47′E
- WAPP (AMQ) Aeroporto Pattimura di Ambon, Ambon 3°42′S 128°05′E (sito informativo)
- WAPQ Aeroporto di Kisar, Kisar 8°00′S 127°12′E
- WAPR (NAM) Aeroporto di Namlea, Namlea 3°15′S 127°06′E
- WAPS Aeroporto di Selaru, Selaru
- WAPT (TAX) Aeroporto di Taliabu, Taliabu 1°57′S 124°25′E
- WAPV Aeroporto di Wahai, Wahai 2°48′S 129°28′E
- WAPZ Ambon Sector FSS, Ambon 3°42′S 128°05′E
- WARA (ex WIAS) (MLG) Aeroporto Abdul Rahman Saleh di Malang, Malang, Giava Orientale 7°55′S 112°42′E (sito informativo)
- WARC (ex WRSC) (CPF) Aeroporto Nglongram di Cepu, Cepu 7°11′S 111°32′E
- WARI (ex WIAR) Aeroporto Iswahyudi di Madiun, Madiun 7°37′S 111°26′E (sito informativo)
- WARJ (ex WIIJ) (JOG) Aeroporto Adi Sutjipto di Yogyakarta (ex Aeroporto Joensuu di Yogyakarta), Yogyakarta 7°47′S 110°25′E (sito informativo)
- WARQ (ex WRSQ) Aeroporto Adi Sumarmo Wiryokusumo di Solo, Solo, Surakarta 7°31′S 110°45′E (sito informativo)
- WARR (ex WRSJ) (SUB) Aeroporto Juanda di Surabaya, Surabaya, Giava Orientale 7°22′S 112°47′E (sito informativo)
- WARS (ex WIIS) (SRG) Aeroporto Achmad Yani di Semarang, Semarang, Giava Centrale 6°58′S 110°22′E (sito informativo)
- WART (ex WRST) (SUP) Aeroporto Trunojoyo di Sumenep, Sumenep 7°04′S 113°56′E
- WARU (ex WIIU) Aeroporto di Dewadaru, Dewadaru
- WASB (ZKL) Aeroporto Steenkool di Bintuni, Bintuni 2°06′S 133°31′E
- WASC (RSK) Aeroporto Abresso di Ransiki, Ransiki 1°30′S 134°15′E
- WASE (KEQ) Aeroporto di Kebar, Kebar 0°38′S 133°07′E
- WASF (FKQ) Aeroporto Torea di Fak-Fak, Fak-Fak 2°56′S 132°13′E
- WASI (INX) Aeroporto di Inanwatan, Inanwatan 2°08′S 132°09′E
- WASK (KNG) Aeroporto Kaimana di Utarom, Utarom 3°38′S 133°41′E (sito informativo)
- WASM (RDE) Aeroporto di Merdey, Merdey 1°35′S 133°20′E
- WASO (BXB) Aeroporto di Babo, Babo 2°33′S 133°27′E (sito informativo)
- WASR (MKW) Aeroporto Rendani di Manokwari, Manokwari 0°53′S 134°03′E (sito informativo)
- WASS (SOQ) Aeroporto Jefman di Sorong, Sorong 0°55′S 131°07′E (sito informativo)
- WAST (TXM) Aeroporto di Teminabuan, Teminabuan 1°26′S 132°01′E
- WASW (WSR) Aeroporto di Wasior, Wasior 2°45′S 134°32′E
- WATA (ex WRKA) (ABU) Aeroporto Haliweni di Atambua, Atambua 9°20′S 124°54′E
- WATB (ex WRKB) (BJW) Aeroporto Padhameleda di Bajawa, Bajawa 8°47′S 120°57′E
- WATC (ex WRKC) (MOF) Aeroporto Wai Oti di Maumere, Maumere 8°38′S 122°14′E (sito informativo)
- WATE (ex WRKE) (ENE) Aeroporto H. Hasan Aroeboesman di Ende (ex Aeroporto Ipi), Ende, Nusa Tenggara Orientale 8°50′S 121°39′E (sito informativo)
- WATF (ex WRKF) Aeroporto di Maskolen, Maskolen
- WATG (ex WRKG) (RTG) Aeroporto Satar Tacik di Ruteng, Ruteng 8°35′S 120°29′E (sito informativo)
- WATI (ex WRKI) Aeroporto di Mbai, Mbai 8°32′S 115°45′E
- WATJ (ex WRKJ) Aeroporto di Mena, Mena
- WATL (ex WRKL) (LKA) Aeroporto Gewayentana di Larantuka, Larantuka 8°16′S 122°59′E
- WATM (ex WRKM) (ARD) Aeroporto Mali di Kalabahi, Kalabahi 8°08′S 124°35′E (sito informativo)
- WATN (ex WRKN) Aeroporto di Naikliu, Naikliu 9°30′S 123°50′E
- WATO (ex WRKO) (LBJ) Aeroporto Mutiara II di Labuan Bajo (ex Aeroporto Komodo), Labuan Bajo 8°29′S 119°53′E (sito informativo)
- WATR (ex WRKR) (RTI) Aeroporto Lekunik di Rote, Rote 10°53′S 122°50′E
- WATS (ex WRKS) Aeroporto Tardanu di Sabu, Sabu 10°50′S 121°50′E
- WATT (ex WRKK) (KOE) Aeroporto El Tari di Kupang, Kupang, Nusa Tenggara Orientale 10°10′S 123°39′E (sito informativo)
- WATW (ex WRKW) (LWE) Aeroporto di Lewo Leba, Lewo Leba 8°21′S 123°27′E
- WATZ (ex WRKZ) Kupang Sector FSS, Kupang 10°10′S 123°39′E
- WAWB (ex WAAB) (BUW) Aeroporto Beto Ambari di Bau-Bau, Bau-Bau, Buton 5°31′S 122°33′E
- WAWG (ex WAAG) Aeroporto di Malimpung, Malimpung
- WAWH (ex WAAH) Aeroporto Selayar di Aroepala, Aroepala 6°10′S 120°26′E
- WAWI (ex WAAI) Aeroporto di Malili, Malili 0°38′S 121°06′E
- WAWJ (ex WAAJ) (MJU) Aeroporto Tampa Padang di Mamuju, Mamuju, Sulawesi Occidentale 2°35′S 119°02′E
- WAWL (ex WAAL) Aeroporto di Ponggaluku, Ponggaluku 4°15′S 122°30′E
- WAWM (ex WAAM) (MXB) Aeroporto Andi Jemma di Masamba, Masamba 2°33′S 120°22′E (sito informativo)
- WAWP (ex WAAP) Aeroporto Pomalaa di Kolaka, Kolaka 4°18′S 121°36′E
- WAWR (ex WAAR) (RAQ) Aeroporto Sugi Manuru di Muna, Muna 4°48′S 122°36′E
- WAWS (ex WAAS) (SQR) Aeroporto di Soroako, Soroako 2°32′S 121°21′E (sito informativo)
- WAWT (ex WAAT) (TTR) Aeroporto Pongtiku Rantetayo di Tana Toraja / Makale, Tana Toraja / Makale 3°02′S 119°49′E (sito informativo)
- WAWW (ex WAAU) (KDI) Aeroporto Wolter Monginsidi di Kendari, Kendari, Sulawesi Sudorientale 4°05′S 122°24′E (sito informativo)

### WI
- WIAA (ex WIIB) (ex WICC) (BDO) Aeroporto Husein Sastranegara di Bandung, Bandung, Giava Occidentale 6°54′S 107°34′E (sito informativo)
- WIAB (ex WIIA) (ex WICB) Aeroporto Budiarto di Curug, Curug 6°17′S 106°34′E (sito informativo)
- WIAC (ex WIIC) (ex WICD) (CBN) Aeroporto Panggung di Cirebon, Cirebon, Giava Occidentale 6°45′S 108°32′E (sito informativo)
- WIAG Aeroporto Astra Kestra di Menggala, Menggala 4°36′S 105°15′E
- WIAJ Aeroporto Atang Senjaya di Semplak, Semplak 6°33′S 106°46′E
- WIAK Aeroporto Suleiman di Margahayu, Margahayu 6°58′S 107°34′E
- WIAM (ex WICM) (TSY) Aeroporto Cibeureum di Tasikmalaya, Tasikmalaya, Giava Occidentale 7°20′S 108°14′E (sito informativo)
- WIAP (PWL) Aeroporto Wirasaba di Purwokerto, Purwokerto, Banyumas 7°27′S 109°25′E
- WIAT (ex WIIT) (ex WICT) (TKG) Aeroporto Radin Inten II di Bandar Lampung (ex Aeroporto Branti di Bandar Lampung), Bandar Lampung, Lampung 5°14′S 105°10′E (sito informativo)
- WIBB (PKU) Aeroporto Sultan Syarif Kasim II di Pakanbaru (ex Aeroporto Simpangtiga di Pakanbaru), Pakanbaru, Riau 0°27′N 101°26′E (sito informativo)
- WIBD (DUM) Aeroporto Pinang Kampai di Dumai, Dumai, Riau 1°33′N 101°12′E (sito informativo)
- WIBL Aeroporto di Pelalawan, Pelalawan 0°30′N 101°55′E
- WIBM Aeroporto di Sibolga, Sibolga 1°33′N 98°53′E
- WIBP Aeroporto Peranap di Semilinang, Semilinang
- WIBR (RKO) Aeroporto di Sipora, Sipora 2°05′S 99°42′E
- WIBS Aeroporto Sungai Pakning di Bengkalis, Bengkalis 1°22′N 102°08′E
- WIBT (TJB) Aeroporto Sunjai Bati di Tanjung Balai, Tanjung Balai 1°03′N 103°23′E
- WIDB (ex WIKD) (TJQ) Aeroporto Hanajoeddin di Tanjung Pandan (ex Aeroporto Bulutumbang), Tanjung Pandan 2°44′S 107°45′E
- WIDD (ex WIKB) (BTH) Aeroporto Hang Nadim di Batam, Batam, Riau 1°07′N 104°06′E (sito informativo)
- WIDE (ex WIKE) (PPR) Aeroporto di Pasir Pangarayan, Pasir Pangarayan 0°50′N 100°22′E (sito informativo)
- WIDK (ex WIKK) (ex WIPK) (PGK) Aeroporto Depati Amir di Pangkal Pinang, Pangkal Pinang, Bangka-Belitung 2°09′S 106°08′E (sito informativo)
- WIDL (ex WIKL) Aeroporto Silampari di Lubuk Linggau, Lubuk Linggau 3°17′S 102°52′E
- WIDN (ex WIKN) (TNJ) Aeroporto Kijang di Tanjung Pinang, Tanjung Pinang, Riau 0°55′N 104°31′E (sito informativo)
- WIDS (ex WIKS) (SIQ) Aeroporto Dabo di Singkep, Singkep, Riau 0°28′S 104°34′E (sito informativo)
- WIHF (ex WIIF) Aeroporto Pabelokandi Jakarta, Giacarta
- WIHG (ex WIIG) Aeroporto Pulau Panjang di Jakarta, Giacarta 5°37′S 106°35′E
- WIHH (ex WIIH) (HLP) Aeroporto Halim Perdana Kusuma International di Jakarta, Giacarta 6°16′S 106°53′E (sito informativo)
- WIHK (ex WIIK) Aeroporto di Kalijati, Kalijati
- WIHL (EX WIIL) (CXP) Aeroporto Tunggul Wulung di Cilacap, Cilacap, Giava Centrale 7°38′S 109°02′E (sito informativo)
- WIHP (ex WIIP) (PCB) Aeroporto Pondok Cabe di Jakarta, Giacarta 6°21′S 106°46′E (sito informativo)
- WIHR (ex WIIR) Aeroporto di Pelabuhan Ratu, Pelabuhan Ratu
- WIID Aeroporto kemayoran di Jakarta, Giacarta
- WIII (CGK) Aeroporto Internazionale Soekarno-Hatta, Cengkareng, Banten 6°07′S 106°39′E (sito informativo)
- WIIQ Aeroporto Central di Jakarta, Giacarta
- WIIZ Jakarta Sector ACC/FIC, Giacarta 6°07′S 106°39′E
- WIMA Aeroporto Kayamu di Labuhan Bilik, Labuhan Bilik
- WIMB (GNS) Aeroporto Binaka di Gunung Sitoli, Gunung Sitoli, Sumatra Settentrionale 1°17′N 97°37′E (sito informativo)
- WIME (AEG) Aeroporto Aek Godang di Padang Sidempuan, Padang Sidempuan 1°23′N 99°27′E (sito informativo)
- WIMG (ex WIPT) (PDG) Aeroporto Minangkabau International di Padang, Padang, Sumatra Occidentale 0°47′S 100°17′E
- WIMK Aeroporto Tanah Gambus di Kisaran, Kisaran
- WIML Aeroporto Aek Loba di Kisaran, Kisaran
- WIMM (MES) Aeroporto di Kualanamu, Medan, Sumatra Settentrionale 3°33′N 98°40′E (sito informativo)
- WIMP Aeroporto Sibisa di Prapat, Prapat
- WIMR Aeroporto Gunung Pamela di Pematang Siantar, Pematang Siantar 2°59′N 99°13′E
- WIMS Aeroporto Pinang Sori di Sibolga, Sibolga 1°33′N 98°53′E (sito informativo)
- WIMT Aeroporto Pabatu di Tebing Tinggi, Tebing Tinggi
- WIMZ Medan Sector FSS, Medan 3°33′N 98°40′E
- WING Aeroporto Tabing di Padang, Padang, Sumatra Occidentale 1°23′S 99°27′E (sito informativo)
- WIOB Aeroporto di Bengkayang, Bengkayang 0°54′S 109°31′E
- WIOD Aeroporto di H As Hanandjoeddin, H As Hanandjoeddin 2°44′S 107°45′E (sito informativo)
- WIOG (NPO) Aeroporto di Nanga Pinoh, Nanga Pinoh, Kalimantan 0°22′S 111°45′E (sito informativo)
- WIOH Aeroporto Liku di Paloh, Paloh 1°42′N 109°18′E
- WIOI Aeroporto di Singkawang Ii, Singkawang Ii 1°05′N 109°41′E
- WIOK (KTG) Aeroporto Rahadi Usman di Ketapang, Ketapang 0°51′S 109°58′E (sito informativo)
- WIOM (MWK) Aeroporto Tarempa di Matak, Matak 3°36′N 106°42′E (sito informativo)
- WION (NTX) Aeroporto Ranai di Natuna, Natuna, Riau 3°54′N 108°23′E (sito informativo)
- WIOO (PNK) Aeroporto Internazionale Supadio, Pontianak, Kalimantan Occidentale 0°08′S 109°24′E (sito informativo)
- WIOP (PSU) Aeroporto Pangsuma di Putusibau, Putusibau 0°50′N 112°56′E (sito informativo)
- WIOS (SQG) Aeroporto Susilo di Sintang, Sintang 0°04′N 111°30′E (sito informativo)
- WIOZ Pontianak Sector FSS, Pontianak 0°08′S 109°24′E
- WIPA (DJB) Aeroporto Sultan Taha di Jambi, Jambi 1°38′S 103°38′E (sito informativo)
- WIPC Aeroporto di Rimbo Bujang, Rimbo Bujang 1°22′S 101°58′E
- WIPD Aeroporto di Banding Agung, Banding Agung 4°47′S 103°55′E (sito informativo)
- WIPE Aeroporto Bangko di Tanjung Enim, Tanjung Enim 3°48′S 103°55′E
- WIPF Aeroporto di Kuala Tungkal, Kuala Tungkal
- WIPG Aeroporto Rimbo Bujang di Muara Bungo, Muara Bungo 1°22′S 101°58′E
- WIPH (KRC) Aeroporto Kerinci di Depati Parbo, Depati Parbo, Sungai Penuh 1°42′S 101°16′E
- WIPI Aeroporto Pasir Mayang di Bungo Tebo, Bungo Tebo, Muara Bungo 1°08′S 102°09′E
- WIPJ Aeroporto Dusun Aro di Jambi, Jambi, Muara Bulian 1°38′S 103°17′E
- WIPL (BKS) Aeroporto Fatmawati Soekarno di Bengkulu (ex Aeroporto Padangkemiling), Bengkulu 3°51′S 102°20′E (sito informativo)
- WIPO Aeroporto di Gatot Subrato, Gatot Subrato 4°23′S 104°24′E (sito informativo)
- WIPP (PLM) Aeroporto Sultan Mahmud Badaruddin II di Palembang, Palembang, Sumatra Meridionale 2°54′S 104°42′E (sito informativo)
- WIPQ (PDO) Aeroporto di Pendopo, Pendopo 3°17′S 103°50′E (sito informativo)
- WIPR (RGT) Aeroporto Japura di Rengat, Rengat, Riau 0°21′S 102°20′E (sito informativo)
- WIPU (MPC) Aeroporto di Muko Muko, Muko Muko, Sumatra 2°33′S 101°06′E
- WIPV (KLQ) Aeroporto di Keluang, Keluang 2°36′S 103°57′E
- WIPY Aeroporto di Bentayan, Bentayan
- WIPZ Palembang Sector FSS, Palembang 2°54′S 104°42′E
- WITA (TPK) Aeroporto Teuku Cut Ali di Tapaktuan, Tapaktuan 3°08′N 97°18′E
- WITB (ex WIAB) Aeroporto Maimun Saleh di Sabang, Sabang, Banda Aceh 5°52′N 95°20′E (sito informativo)
- WITC (MEQ) Aeroporto Cut Nyak Dhien di Meulaboh, Meulaboh 4°02′N 96°15′E
- WITG Aeroporto Laskin di Sinabang, Sinabang 2°25′N 96°18′E
- WITL (LSX) Aeroporto di Lhok Sukon, Lhok Sukon, Aceh 5°04′N 97°15′E (sito informativo)
- WITM (LSW) Aeroporto Malikus Saleh di Lhokseumawe, Lhokseumawe 5°13′N 96°56′E (sito informativo)
- WITN (ex WIAA) (SBG) Aeroporto Cut Bau di Sabang, Sabang 5°52′N 95°20′E
- WITS Aeroporto di Seumayam, Seumayam
- WITT (BTJ) Aeroporto Sultan Iskandar Muda di Blang Bintang, Blang Bintang, Banda Aceh 5°31′N 95°25′E (sito informativo)

### WR
- WRRR (ex WIIX) (JKT) Aeroporto Jakarta City di Jakarta, Giacarta 6°10′S 103°49′E
- WRSP (da eliminare) Aeroporto Perak di Surabaya, Surabaya
- WRSS Aeroporto Juanda di Surabaya, Surabaya

### W-
- W--- (AAS) Aeroporto di Apalapsili, Apalapsili 3°55′S 139°15′E"
- W--- (AKQ) Aeroporto di Astraksetra Gunung, Astraksetra Gunung 4°37′S 105°14′E
- W--- (BEJ) Aeroporto di Berau, Berau 2°10′N 117°42′E
- W--- (EWE) Aeroporto di Ewer, Ewer 5°29′S 138°04′E
- W--- (GAV) Aeroporto di Gag Island, Gag Island 0°27′S 130°53′E
- W--- (KAZ) Aeroporto di Kau, Kau 1°10′N 127°53′E
- W--- (KEA) Aeroporto di Keisah, Keisah 7°40′S 140°30′E
- W--- (KMM) Aeroporto di Kimam, Kimam 7°58′S 138°54′E
- W--- (MJY) Aeroporto di Mangunjaya, Mangunjaya 2°44′S 103°34′E
- W--- (MUF) Aeroporto di Muting, Muting 7°23′S 140°20′E
- W--- (NAF) Aeroporto di Banaina, Banaina 2°45′N 117°03′E
- W--- (NTI) Aeroporto di Bintuni, Bintuni 2°06′S 133°31′E
- W--- (PPJ) Aeroporto di Pulau Panjang, Pulau Panjang 6°21′S 106°34′E"
- W--- (PUM) Aeroporto di Pomalaa, Pomalaa 3°40′S 119°48′E
- W--- (RKI) Aeroporto di Rokot, Rokot 0°57′S 100°45′E
- W--- (SAE) Aeroporto di Sangir, Sangir 2°19′N 125°25′E
- W--- (SAU) Aeroporto di Sawu, Sawu 10°30′S 121°54′E
- W--- (SEQ) Aeroporto di Sungai Pakning Bengkalis, Sungai Pakning Bengkalis 1°22′N 102°08′E
- W--- (WA1B) Aeroporto di Aru, Aru 6°34′S 134°08′E (sito informativo)
- W--- (WI1B) Aeroporto di Batujajar, Batujajar 6°54′S 107°28′E (sito informativo)
- W--- (WA98) Aeroporto di Kobok, Kobok 1°06′N 127°42′E (sito informativo)
- W--- (WA23) Aeroporto di Kornasoren, Kornasoren 0°56′S 134°52′E (sito informativo)
- W--- (WA44) Aeroporto di Maranggo, Maranggo 5°45′S 123°55′E (sito informativo)
- W--- (WA19) Aeroporto di Pagerungan, Pagerungan 6°57′S 115°55′E (sito informativo)
- W--- (WI1A) Aeroporto di Pangandaran, Pangandaran 7°43′S 108°29′E (sito informativo)
- W--- (WI1C) Aeroporto di Rumpin, Rumpin 6°22′S 106°37′E (sito informativo)
- W--- (WA1A) Aeroporto di Sorong Mailand, Sorong 0°53′S 131°17′E (sito informativo)

## WB - Malaysia (anche WM), Brunei

### WB
- WBGB (BTU) Aeroporto di Bintulu, Bintulu, Sarawak, Malesia 3°12′N 113°02′E (sito informativo)
- WBGC (BLG) Aeroporto di Belaga, Belaga, Malesia 2°39′N 113°46′E
- WBGD (LSM) Aeroporto di Long Semado, Long Semado, Malesia 4°13′N 115°36′E
- WBGE Aeroporto di Long Geng, Long Geng, Malesia
- WBGF (LGL) Aeroporto di Long Lellang, Long Lellang, Malesia 3°25′N 115°09′E
- WBGG (KCH) Aeroporto Kuching International di Kuching, Kuching, Malesia 1°29′N 110°20′E (sito informativo)
- WBGI (ODN) Aeroporto di Long Seridan, Long Seridan, Indonesia 4°02′N 115°04′E
- WBGJ (LMN) Aeroporto di Limbang, Limbang, Malesia 4°40′N 115°00′E (sito informativo)
- WBGK (MKM) Aeroporto di Mukah, Mukah, Malesia 2°54′N 112°04′E
- WBGL Aeroporto di Long Akah, Long Akah, Malesia
- WBGM (MUR) Aeroporto di Marudi, Marudi, Malesia 4°11′N 114°19′E (sito informativo)
- WBGN (BSE) Aeroporto di Sematan, Sematan, Malesia 1°48′N 109°46′E
- WBGO (o WBGQ?) (BKM) Aeroporto di Bakalalan, Bakalalan, Malesia 3°58′N 115°37′E
- WBGP (KPI) Aeroporto di Kapit, Kapit, Malesia 2°00′N 112°55′E
- WBGR (MYY) Aeroporto di Miri, Miri, Malesia 4°27′N 114°00′E (sito informativo)
- WBGS (SBW) Aeroporto di Sibu, Sibu, Malesia 2°20′N 111°50′E (sito informativo)
- WBGT Aeroporto di Tanjung Manis, Tanjung Manis, Malesia 2°10′N 111°12′E (sito informativo)
- WBGU (LSU) Aeroporto di Long Sukang, Long Sukang, Malesia 4°33′N 115°30′E
- WBGW (LWY) Aeroporto di Lawas, Lawas, Malesia 4°51′N 115°24′E
- WBGY (SGG) Aeroporto di Simanggang, Simanggang, Malesia 1°13′N 111°27′E
- WBGZ (BBN) Aeroporto Bario Sarawak di Bario, Bario, Malesia 3°41′N 115°28′E
- WBKA (SMM) Aeroporto di Semporna, Semporna, Malesia 4°27′N 118°36′E
- WBKD (LDU) Aeroporto di Lahad Datu, Lahad Datu, Malesia 5°03′N 118°19′E (sito informativo)
- WBKG (KGU) Aeroporto di Keningau, Keningau, Malesia 5°22′N 116°10′E
- WBKH (SXS) Aeroporto di Sahabat, Sahabat, Malesia 5°05′N 119°05′E
- WBKK (BKI) Aeroporto Kota Kinabalu International di Kota Kinabalu, Kota Kinabalu, Sabah, Malesia 5°56′N 116°03′E (sito informativo)
- WBKL (LBU) Base aerea RMAF di Labuan, Labuan, Malesia 5°18′N 115°15′E (sito informativo)
- WBKM (TMG) Aeroporto di Tommanggong, Tommanggong, Malesia 5°24′N 118°39′E
- WBKN (GSA) Aeroporto di Long Pasia, Long Pasia, Malesia 5°20′N 117°10′E
- WBKO (SPE) Aeroporto di Sepulot, Sepulot, Malesia 4°43′N 116°28′E
- WBKP (PAY) Aeroporto di Pamol, Pamol, Malesia 6°00′N 117°24′E
- WBKR (RNU) Aeroporto di Ranau, Ranau, Malesia 5°57′N 116°40′E
- WBKS (SDK) Aeroporto di Sandakan, Sandakan, Malesia 5°54′N 118°04′E (sito informativo)
- WBKT (KUD) Aeroporto di Kudat, Kudat, Malesia 6°55′N 116°50′E
- WBKW (TWU) Aeroporto Tawau International di Tawau, Tawau, Sabah, Malesia 4°15′N 117°53′E (sito informativo)
- WBMU (MZV) Aeroporto di Mulu, Mulu, Malesia 4°02′N 114°48′E (sito informativo)
- WBSB (BWN) Aeroporto Brunei International di Bandar Seri Begawan, Bandar Seri Begawan, Brunei 4°54′N 114°55′E (sito informativo)
- WBS- (KUB) Aeroporto di Kuala Belait, Kuala Belait, Brunei

### WM
- WMAA Aeroporto di Bahau, Bahau, Malesia
- WMAB Aeroporto di Batu Pahat, Batu Pahat, Malesia
- WMAD Aeroporto di Bentong, Bentong, Malesia
- WMAE Aeroporto di Bidor, Bidor, Malesia
- WMAG Aeroporto di Dungun, Dungun, Malesia
- WMAH Aeroporto di Grik, Grik, Malesia
- WMAJ Aeroporto di Jendarata, Jendarata, Malesia
- WMAL Aeroporto di Kuala Krai, Kuala Krai, Malesia
- WMAM Aeroporto di Langkawi, Langkawi, Malesia
- WMAN Aeroporto di Sungei Tiang, Sungei Tiang, Malesia
- WMAO Aeroporto di Kong Kong, Kong Kong, Malesia
- WMAP Aeroporto di Kluang, Kluang, Malesia 2°02′N 103°18′E (sito informativo)
- WMAQ Aeroporto di Labis, Labis, Malesia
- WMAU (MEP) Aeroporto di Mersing, Mersing, Malesia 2°26′N 103°50′E
- WMAZ Aeroporto di Segamat, Segamat, Malesia
- WMBA (SWY) Aeroporto di Sitiawan, Sitiawan, Malesia 4°13′N 100°42′E
- WMBB Aeroporto di Sungei Patani, Sungei Patani, Malesia
- WMBF Aeroporto di Ulu Bernam, Ulu Bernam, Malesia
- WMBH Aeroporto di Kroh, Kroh, Malesia
- WMBI Aeroporto di Taiping, Taiping (Malaysia), Malesia 4°51′N 100°44′E
- WMBJ Aeroporto di Jugra, Jugra, Malesia
- WMBT (TOD) Aeroporto di Pulau Tioman, Pulau Tioman, Malesia 2°48′N 104°10′E (sito informativo)
- WMGK Aeroporto di Gong Kedak, Gong Kedak, Terengganu, Malesia 5°48′N 102°29′E (sito informativo)
- WMKA (AOR) Aeroporto di Alor Star-Sultano Abdul Halim, Alor Setar, Malesia 6°12′N 100°25′E (sito informativo)
- WMKB (BWH) Base aerea RMAF di Butterworth, Butterworth, Penang, Malesia 5°25′N 100°24′E (sito informativo)
- WMKC (KBR) Aeroporto di Kota Bharu-Sultano Ismail Petra, Kota Bharu, Malesia 6°10′N 102°17′E (sito informativo)
- WMKD (KUA) Aeroporto Sultan Haji Ahmad Shah di Kuantan, Kuantan, Malesia 3°46′N 103°12′E (sito informativo)
- WMKE (KTE) Aeroporto di Kerteh, Kerteh, Malesia 4°29′N 103°26′E (sito informativo)
- WMKF Base aerea RMAF di Sungai Besi, Sungai Besi, Malesia 3°07′N 101°42′E (sito informativo)
- WMKI (IPH) Aeroporto di Ipoh-Sultano Azlan Shah, Ipoh, Malesia 4°34′N 101°06′E (sito informativo)
- WMKJ (JHB) Aeroporto Sultan Ismail International di Johor Bahru, Johor Bahru, Malesia 1°27′N 103°45′E (sito informativo)
- WMKK (KUL) Aeroporto Internazionale di Kuala Lumpur, Kuala Lumpur, Malesia 3°07′N 101°42′E (sito informativo)
- WMKL (LGK) Aeroporto Langkawi International di Langkawi, Langkawi, Malesia 6°22′N 99°50′E (sito informativo)
- WMKM (MKZ) Aeroporto Batu Berendam di Malacca, Malacca, Malesia 2°30′N 101°20′E (sito informativo)
- WMKN (TGG) Aeroporto Sultan Mahmud di Kuala Terengganu, Kuala Terengganu, Malesia 5°23′N 103°06′E (sito informativo)
- WMKP (PEN) Aeroporto Bayan Lepas International di Penang, Penang, Malesia 5°18′N 100°16′E (sito informativo)
- WMKS Base aerea di Kuala Lumpur, Kuala Lumpur, Malesia
- WMLH Aeroporto di Lumut, Lumut, Malesia
- WMSA (SZB) Aeroporto Sultan Abdul Aziz Shah International di Subang Jaya, Subang Jaya, Malesia 3°08′N 101°33′E (sito informativo)
- WM-- (LAC) Aeroporto di Pulau Layang, Pulau Layang-Layang Layang, Malesia 7°24′N 113°51′E
- w--- (SXT) Aeroporto di Taman Negara, Taman Negara 4°19′N 102°23′E
- w--- (LBP) Aeroporto di Long Banga, Long Banga 3°11′N 115°27′E
- w--- (GTK) Aeroporto di Sungei Tekai, Sungei Tekai 2°36′N 102°55′E
- w--- (LLM) Aeroporto di Long Lama, Long Lama 3°46′N 114°24′E
- w--- (GTB) Eliporto di Genting, Genting 3°25′N 101°48′E
- w--- (PKG) Aeroporto di Pangkor, Pangkor 4°13′N 100°33′E
- w--- (SPT) Aeroporto di Sipitang, Sipitang 5°05′N 115°33′E
- w--- (TEL) Aeroporto di Telupid, Telupid 5°35′N 117°07′E

## WP - Timor Est
- WPAT (AUT) Aeroporto di Atauro, Atauro 8°00′S 125°40′E
- WPDB (UAI) Aeroporto Covalima di Suai, Suai 9°18′S 125°17′E (sito informativo)
- WPDL (DIL) Aeroporto Presidente Nicolau Lobato International di Dili (ex Aeroporto Komoro), Dili 8°20′S 125°25′E (sito informativo)
- WPEC (BCH) Aeroporto Cakung di Baucau, Baucau 8°29′S 126°24′E (sito informativo)
- WPFL Aeroporto di Fuiloro, Fuiloro
- WPGA Aeroporto di Long Atip, Long Atip, Malaysia
- WPMN (MPT) Aeroporto di Maliana, Maliana 8°10′S 125°00′E
- WPOC (OEC) Aeroporto di Ocussi Humberte, Ocussi Humberte 9°15′S 124°24′E
- WPSM Aeroporto di Same, Same
- WPVQ (VIQ) Aeroporto di Viqueque, Viqueque 8°53′S 126°22′E

## WS - Singapore
- WSAC Base aerea RSAF di Changi, Changi 1°20′N 104°00′E (sito informativo)
- WSAG Base aerea di Sembawang, Sembawang 1°25′N 103°48′E (sito informativo)
- WSAP (QPG) Base aerea di Paya Lebar, Paya Lebar 1°21′N 103°54′E (sito informativo)
- WSAT (TGA) Base aerea di Tengah, Tengah 1°23′N 103°42′E (sito informativo)
- WSSL (XSP) Aeroporto di Seletar, Seletar 1°22′N 103°58′E (sito informativo)
- WSSS (SIN) Aeroporto di Singapore-Changi, Singapore 1°17′N 103°51′E (sito informativo)